# Замойский, Пётр Иванович
Пётр Ива́нович Замо́йский (настоящая фамилия — Зевалкин; 1896—1958) — советский писатель, председатель Всероссийского общества крестьянских писателей (1926—1929), член СП СССР.

## Биография
Пётр Иванович Замойский (Зевалкин) родился 13 (26) июня 1896 года в чембарском селе Соболевка, ныне — Каменского района Пензенской области. Отец — Иван Яковлев Зевалкин, крестьянин-собственник, мать — Ирина Ивановна Зевалкина, оба православного вероисповедания.
В 1903 году поступил в Соболевское земское начальное училище. В эти же годы работал подпаском в деревне, начал сочинять частушки, басни, наброски рассказов.
В 1911 году переехал в Пензу, где работал половым в трактире купца Н. Евстифеева.
7 августа 1915 года мобилизован в армию, направлен на фронт рядовым в Ново-Трокский 169-й пехотный полк. Участвовал в боях с австрийцами.
19 апреля 1916 года при Поповой Могиле ранен осколком снаряда в левую руку, контужен.
7 августа 1916 года возвратился инвалидом в Соболевку. Избран сельским писарем.
В феврале 1917 года работал в сельском комитете, участвовал в занятии земель помещиков. Тогда же перешёл писцом в Чембар, где его приняли служащим в земскую управу.
В январе 1918 года участвовал в революционных событиях в уезде.
В мае 1918 года вступил в РКП(б). Избран секретарём Чембарского городского партийного комитета и членом укома.
6-9 ноября 1918 года прибыл участником на VI Всероссийский съезд Советов в Москве.
В 1919—1921 гг. заведовал уездным политотделом внешкольного образования, отделами управления финансов, председатель комитета по трудовой повинности. Писал пьесы, рассказы. Пьесы ставились в Чембаре.
В 1920 г. принял фамилию Замойский, под которой жил и выступал автором своих произведений.
В январе 1921 года в газете «Путь молодёжи» в Чембаре был напечатан его первый рассказ «Кулак и его дети». В этом же году в «Правде» был опубликован рассказ П. И. Замойского «В зелёном тумане».
Осенью 1921 года уком направил Замойского на учёбу в Москву. Его приняли на Образцовый рабочий факультет им. Свердлова, который он окончил в 1924 году.
Учился в Высшем литературно-художественном институте им. Брюсова и Первом МГУ.
С 1924 по 1934 годах являлся одним из руководителей Всероссийского общества крестьянских писателей.
С 1922 по 1936 годах работал над романом «Лапти», выпустил десятки сборников рассказов.
В 1929—1931 годах неоднократно посещал родное село Соболевку, участвовал в процессе коллективизации, выступал против левацких перегибов.
С 1934 года вступил в СП СССР.
В 1936—1939 годах написал повесть «Подпасок», первую часть автобиографической трилогии.
С 13 апреля по 13 сентября 1938 года содержался под арестом во внутренней тюрьме Лубянки в Москве, по обвинению «антисталинист-одиночка». Освобождён «за отсутствием состава преступления».
В 1939—1941 годах завершил вторую часть трилогии — повесть «Молодость». Издана в 1946 году. Её рецензировал А. А. Фадеев.
В период с октября 1941 года по ноябрь 1943 года работал в Соболевке руководителем парторганизации, военруком всевобуча. Писал пьесы и рассказы на военные темы.
В 1952 году начал роман «Источник сил» — о пензенской деревне времён войны. Роман остался незавершённым (написано 13 глав).
В 1946—1956 годах завершил трилогию романом «Восход». Написал ряд рассказов, в том числе «Я — каюсь», «Владыки мира».
П. И. Замойский скончался 21 июля 1958 года. Похоронен на Ваганьковском кладбище (58 уч.).

## Награды
- орден Трудового Красного Знамени (25.06.1946)
- медали

## Семья
- первая жена — Эсфирь Яковлевна Грудская
- дети: сын Валерий (старший, умер в 14 лет) и дочь Зинаида (р. 1927—2014).
- вторая жена — Нина Павловна Ковалёва
  - сыновья Лоллий (1929—2004) и Сергей (1937—2015).

## Увековечение памяти
В честь писателя П. И. Замойского названа одна из улиц в городе Пензе и в городе Белинском.
В 1966 году открыта мраморная доска в его родном селе Соболёвке.
В 1976 году, к 80-летию писателя в селе Соболёвка установлен памятный камень, а в школе открыт музей писателя.

## Сочинения
- Деревенская быль. Рассказы. — М.: Госиздат, 1924.
- Барская плётка. Рассказ. — М.-Л.: Госиздат, 1925.
- В деревне. Рассказы. — М.-Л.: Госиздат, 1925.
- Куделя. Рассказы. — М.-Л.: Госиздат, 1925.
- Письмо Ильичу. Рассказ. — М.: Новая Москва, 1925.
- Бураны-мятели. Рассказ. — М.: Новая Москва, 1926.
- Внучек Шелапутный. Рассказ. — М.: Новая Москва, 1926.
- Дунькин праздник. Рассказ. — М.: Новая Москва, 1926.
- Над селом. Рассказ. — М.: Новая Москва, 1926.
- Не хочу молчать. Рассказ. — М.: Новая Москва, 1926.
- Озорник шатущий. Рассказы. — М.-Л.: Госиздат, 1926.
- Первый сноп. Рассказы. — М.-Л.: Госиздат, 1926.
- Плотина. Повесть. — М.-Л.: Госиздат, 1926.
- Смутьян. Рассказы. — М.: Новая Москва, 1926.
- Сочинительница. Рассказ. — М.: Новая Москва, 1926.
- Бестолковщина. Рассказ. — М.-Л.: Госиздат, 1927.
- В уездных сугробах. Рассказ. — М., 1927.
- Из кривых озёр. Рассказы. — М., 1927.
- Лопух. Рассказ. — М.: Госиздат, 1927.
- Отчаянной жизни человек. Рассказ. — М.: Госиздат, 1927.
- Вместе веселей и другие рассказы. — М.: Работник просвещения, 1928.
- Озорная птица и другие рассказы. — М.: Работник просвещения, 1928.
- Воет ураган. Рассказы. — М.: Госиздат, 1928.
- Две правды. — М.: Крестьянская газета, 1928.
- Лебеда. Повести и рассказы. — М.: Московский рабочий, 1928.
- Агашка. Повесть. — М.-Л.: Земля и фабрика, 1929.
- Канитель. Повести и рассказы. — М.: Федерация, 1929.
- Прутик. Рассказ. — М.-Л.: ОГИЗ—Госиздат, 1931.
- Соседи. Рассказы. — М., 1934.
- Утро. Повести и рассказы. — М.: Советский писатель, 1937.
- Подпасок. Повесть. — М.: Советский писатель, 1939.
- Одаркин счёт. Пьеса. — Пенза, 1942.
- Партизанка. Пьеса. — Пенза, 1942.
- Ради жизни. Рассказ. — Пенза, 1942.
- Дружинница. Рассказ. — Пенза, 1943.
- Молодость. Роман. — М.: Советский писатель, 1946.
- Автобиографические рассказы. — Пенза, 1956.
- Восход. Повесть. — Пенза, 1957.
- Собрание сочинений в 4-х тт. — М.: Молодая гвардия, 1959.